# Тодор Паница
Тодор Николов Паница с псевдоними Димитър Арнаудов и Müller е български революционер, деец на лявото крило на Вътрешната македоно-одринска революционна организация. Паница е от най-противоречивите личности в революционните борби в Македония и Одринско, революционер и инициатор за създаването на ВМРО (обединена). Той е племенник на българския военен и революционер Коста Паница.

## Биография

### Във ВМОРО
Роден е в град Оряхово на 2 юли 1879 година в семейството на Никола Паница от Търново и Митанка Пелтекова от Свищов. Учи в Лом, където е съученик с Михаил Думбалаков, като според него Паница е привлечен към македонското освободително движение от брат му - Димитър Думбалаков. По-късно остава сирак и е отгледан от чичо си във Варна. В гимназията негов съученик е Михаил Даев, който го привлича за каузата на Върховния комитет. След гимназията за период от три години Паница служи като кавалерист в армията. 
В края на 1902 година бяга от казармата и се включва в дейността на ВМОРО. Постъпва в четата на Никола Пушкаров, действаща в Кумановско и Кратовско и с нея участва в Илинденско-Преображенското въстание и участва в голямото сражение при Гюрище.
След въстанието се прибира във Варна.
| Чета на Тодор Николов, 30 януари 1904 година | Чета на Тодор Николов, 30 януари 1904 година | Чета на Тодор Николов, 30 януари 1904 година | Чета на Тодор Николов, 30 януари 1904 година | Чета на Тодор Николов, 30 януари 1904 година |
| Номер                                        | Име                                          | Селище                                       | Околия                                       | Забележка                                    |
| -------------------------------------------- | -------------------------------------------- | -------------------------------------------- | -------------------------------------------- | -------------------------------------------- |
| 1.                                           | Тодор Николов                                | Рахово                                       | Раховска                                     | завърнал се                                  |
| 2.                                           | Методий Йосифов                              | Крива паланка                                | Паланечка                                    | завърнал се                                  |
| 3.                                           | Атанас Стоилев                               | Кожле                                        | Скопска                                      | завърнал се                                  |
| 4.                                           | Кръсто Ковачев                               | Търговище                                    | Прешовска                                    | завърнал се                                  |
| 5.                                           | Антон Лазаров                                | Конюх                                        | Кумановска                                   | завърнал се                                  |
| 6.                                           | Кръстьо Лазаров                              | Конюх                                        | Кумановска                                   | завърнал се                                  |
| 7.                                           | Миле Николчев                                | Скопие                                       | Скопска                                      | завърнал се                                  |
| 8.                                           | Пешо Велков                                  | Пезово                                       | Кумановска                                   | завърнал се                                  |
| 9.                                           | Атанас Божинов                               | Куманово                                     | Кумановска                                   | от страх                                     |
| 10.                                          | Петко Костов                                 | Куманово                                     | Кумановска                                   |                                              |

През 1904 година тук Паница отново заминава за Македония и постъпва в четата на драмския войвода и негов съученик – Даев. Определен е за негов заместник, помощник-войвода на Драмска околия. Поради липсата на оръжие в четата се връща в България през 1906 година. Осигурява 24 пушки и няколко пистолета, като тази му постъпка го превръща в герой. На втория конгрес на Серски революционен окръг през 1906 година Тодор Паница е избран за член на Серския окръжен революционен комитет.
На 12 януари 1907 година в Грачен седемчленната чета на Паница се сблъсква с четата на Дукас Гайдадзис, като четирима от българските четници са убити.
На 31 юли 1907 година Даев и Паница похищават с цел откуп в село Гюреджик полковник Елиът - пристигнал да инспектира британските офицери, служещи в турската жандармерия и контролиращи изпълнението на Мюрцщегските реформи. За тяхно нещастие са забелязани и подгонени от войската. Елиът се отскубва и с револвера си убива един четник и ранява тежко Паница и друг четник. Акцията не е съгласувана с ръководството на ВМОРО и неуспехът предизвиква остра критика. В същото време Тодор Паница се запознава в село Калапот с учителката Екатерина Измирлиева и се венчава за нея на 17 май 1907 година. Кумува им Михаил Даев. Сватбата на четник е против правилата на ВМОРО, което усложнява допълнително ситуацията в четата на Даев. По това време Сярската група на Сандански вече се опитва да наложи свое мнозинство в ръководството на Организацията.

### В Сярската група
След разцеплението на ВМОРО Паница предава на Сандански подготвяния от Михаил Даев, Иван Гарванов и Борис Сарафов заговор за убийството му. Така на 10 октомври 1907 г., при пълна тайна Сарафов, Гарванов и Даев са осъдени на смърт. За убиец на Сарафов и Гарванов е определен Паница, който трябвало да изкупи греха си към организацията, защото тайно се оженил. Тодор Паница убива на 28 ноември 1907 г. задграничните представители на Организацията в София поручик Борис Сарафов и Иван Гарванов. После заминава с влака за Варна и оттам отива при жена си. Тя е учителка в Несебър. След това пеш отива в Бургас, взема влака за София, слиза на гара Саранбей (днес Септември) и през Лъжене (днес Велинград) преминава в Македония. За тази си постъпка е осъден на смърт от Кюстендилския конгрес на ВМОРО през 1908 година. Заедно със Сандански участва в Младотурския преврат през 1908 година, а след това се легализира чрез Народната федеративна партия и живее в град Драма. На 23 октомври 1908 г. Тодор Паница е в Солун със жена си и свои телохранители, където на борда на парахода "България" се среща с втория капитан. Участва в похода на Младотурците към Цариград през 1909 година заедно с четите на Яне Сандански и Христо Чернопеев. За благодарност през 1910 година младотурците го даряват с огромен чифлик в Драмско, където се ражда синът му Коста Тодоров Паница (1912, Драма – 1948, Владая) който е лекар.

### По време на войните за национално обединение
При избухването на Балканската война в 1912 година е войвода на Драмската партизанска чета на Македоно-одринското опълчение, която участва в освобождаването на Неврокопско. Изпраща подвойводата си Яне Богатинов да подготви северните драмски села. Паница отбранява проходите в Драмско, а делегация от Просечен му предава града, след което той влиза в него с четата си. В дните след това четниците се защитават от настъпващите турски части. По-късно служи в Първа и нестроева рота на 14 воденска дружина. През юли 1914 година Паница е амнистиран със закон, гласуван от българския парламент. През ноември 1914 г. пребивава в Неврокоп. Участва в Първата световна война в боевете при Криволак, където е ранен и за проявен героизъм награден с кръст „За храброст“. В Драмската военноинспекционна област изпълнява военнополицейски и разузнавателни функции. Димитър Азманов, който по това време е началник на щаба на 10-а пехотна беломорска дивизия в Драма пише, че покрай тази си дейност Паница и неговите „харамии“ се занимават и с плячкаджийство.

### Противопоставяне на ВМРО
След 1919 година и поредната национална катастрофа на власт в България идват левите земеделци, които преследвт незаконно забогателите през войните спекуланти. Като заподозрян за мародерства над гърците в Драмско, Паница дълго време се укрива. Впоследствие за да не бъде преследван предлага услугите си на правителствато на Стамболийски в борбата му с ВМРО. Използвайки ситуацията той изгражда структури на МФО в Неврокопско. От друга страна Тодор Александров с десни активисти създава ВМРО. Двете крила се изправят пред директен сблъсък и на 16 октомври 1922 г. четите близки до Александров с над 400 души, превземат град Неврокоп в така наречената Неврокопска акция на ВМРО. По-голямата част от федералистите са заловени и на практика дейността им е неутрализирана. Паница успява да избяга в Гърция заедно със Стоян Мишев, Григор Циклев, Кирил Попиванов, Стоян Чочков и други.

### В емиграция
Впоследствие той се установява в Белград, откъдето заедно с част от федералистите организира контрачети срещу ВМРО. След преврата на 9 юни 1923 година и свалянето на земеделците Тодор Паница става съветник и на паравоенното Сдружение против българските бандити. По-късно емигрира във Виена, където се свързва със средите на Коминтерна и БКП. Продължава контактите си с федералистите и дори минава за техен идеолог. Паница е сътрудник на Военния отдел на ЦК на БКП и е свързан със съветското разузнаване. Организира нелегалното прехвърляне на оръжие в България за подготвянето на Септемврийското въстание. Паница подкрепя идеята за Балканска федерация и активизира подривна си дейност срещу ВМРО. Пътува често до Солун, Белград и Ниш, където контактува с леви интелектуалци и пропагандира идеята за Балканска федерация. Според данни на Филип Атанасов получава парична издръжка от гръцкото правителство и Задграничното представителство на БЗНС в Белград през 1924 и 1925 г. Участва в подготовката на подписването на Майски манифест от страната на МФО, като поддържа, че обединение с ВМРО е невъзможно, докато не се подменят лидерите ѝ. След провала на Манифеста, убийството на Тодор Александров и последвалите кръвопролития е набелязан за ликвидиране от Иван Михайлов. Междувременно във Виена Тодор Паница съдейства за формирането на ВМРО (обединена). Участва в конгреса на МФО на 20 февруари 1925 г., където изнася доклад за предстоящи задачи. Те предвиждат с гръцка и сръбска поддръжка да бъде извършен преврат в България, като бъде свалено правителството на Александър Цанков и след това се ликвидерат структурите на ВМРО в Пиринска Македония.
Вечерта на 8 май 1925 година, по време на представление на „Пер Гинт“ от Хенрик Ибсен във виенския Бургтеатър, Тодор Паница е застрелян от упор в тила от Менча Кърничева.
Във връзка с убийството на Тодор Паница във Виена през 1925 г. е проверяван и Георги Хазнатарски по информация за още стрелци по Паница от други ложи на театъра. Дълго време в Държавна сигурност са работили по информацията, че Тома Радовски и Георги (Гогата) Хазнатарски също са участвали в стрелбата в подкрепа на Менча Кърничева. За австрийската полиция е било малко вероятно едно слабо и болнаво девойче да извърши убийство от такъв мащаб. Тома Радовски и Георги Хазнатарски се прибират с параход по Дунав в България. Хазнатарски донася в Чучулигово първото дръвче липа от Виена. Сега цялото село и съседните села имат големи липи. По въпроса за убийството на Тодор Паница във Виена Иван Михайлов не дава никакви подробности, единствено отбелязва, че за пред съда във Виена са били подготвени да дадат показания неврокопския турчин Шех Сали ефенди и бившите санданисти Гогата Полски, Таско Стоилков и Георги Поцков. От написаното не става ясно дали тези подготвени свидетели са били във Виена или не. „Уместно е да споменем кои бяха лицата, готови да свидетелствуват срещу Паница, които Виенският съд не допусна.“ По-долу за Гогата Полски, който всъщност е Гогата Хазнатарски, Иван Михайлов отбелязва следното: „Гогата Полски от с. Хазнатар, Сярско. Като някогашен санданист и познат на Паница, дал би верни черти за делата му. Гогата е бивал и нелегален в турско време, а по-късно и войвода.“